# باشگاه بسکتبال الریاضی بیروت
باشگاه بسکتبال الریاضی بیروت،یک باشگاه ورزشی لبنانی است. این تیم در سال ۱۹۳۴ایجاد شد و به یک باشگاه بزرگ لبنان تبدیل شده‌است. این باشگاه نماینده منطقه سنی منارا در بیروت است.
| سال  | 1      | 2           | 3 |
| ---- | ------ | ----------- | - |
| ۲۰۱۱ | قهرمان |             |   |
| ۲۰۱۷ | قهرمان |             |   |
| ۲۰۱۶ |        | نایب قهرمان |   |
| ۲۰۱۹ |        | نایب قهرمان |   |